# Kettering Town F.C.
Kettering Town FC là một câu lạc bộ bóng đá có trụ sở tại Burton Latimer, Northamptonshire, Anh. Đội bóng hiện thi đấu tại  và có sân nhà ở Latimer Park, Burton Latimer.

## Danh hiệu
- National League
  - Nhà vô địch Conference North mùa giải 2007–08
  - Nhà vô địch League Cup mùa giải 1986–87
- Midland League
  - Nhà vô địch các mùa giải 1895–96, 1899–1900
- Southern League
  - Nhà vô địch các mùa giải 1927–28, 1956–57, 1972–73, 2001–02
  - Nhà vô địch Premier Division Central mùa giải 2018–19
  - Nhà vô địch Division One mùa giải 1960–61
  - Nhà vô địch Division One Central mùa giải 2014–15
  - Nhà vô địch Division One North mùa giải 1971–72
  - Nhà vô địch Eastern Division các mùa giải 1927–28, 1928–29
  - Nhà vô địch League Cup mùa giải 1974–75
- United Counties League
  - Nhà vô địch các mùa giải 1904–05, 1938–39
- Northamptonshire Senior Cup/Hillier Cup
  - Nhà vô địch các mùa giải (29) 1883–84, 1895–86, 1897–98, 1900–01, 1906–07, 1920–21 (dự bị), 1931–32, 1932–33, 1935–36, 1938–39, 1946–47, 1952–53 (dự bị), 1955–56, 1956–57 (dự bị), 1968–69, 1972–73, 1978–79, 1979–80, 1983–84, 1984–85, 1985–86, 1986–87, 1987–88, 1991–92, 1992–93, 1994–95, 1996–97, 2000–01,[2] 2016–17, 2017/18[3]
- Maunsell Cup
  - Nhà vô địch các mùa giải (16) 1912–13, 1919–20, 1923–24 (đồng vô địch), 1924–25, 1928–29, 1947–48, 1951–52, 1954–55, 1959–60, 1984–85, 1987–88, 1988–89, 1992–93, 1993–94, 1998–99,[2] 2016–17[4]